# کداک زد۶۱۲ زوم
کداک زد۶۱۲ زوم (به انگلیسی: Kodak Z612 Zoom Digital Camera) یک دوربین عکاسی ساخت شرکت کداک است.